# A Night at the Opera (album)
A Night at the Opera is een album uit 1975 van de Britse rockgroep Queen. De plaat bevat het nummer Bohemian Rhapsody, dat wereldwijd al vele malen is verkozen tot "beste nummer ooit".

## Kenmerken
Behalve Bohemian Rhapsody staat op de plaat ook het nummer Love of My Life, een akoestisch nummer dat standaard is geworden bij live-optredens. Ook '39 is een zeer gewaardeerd nummer. Dit nummer is geschreven door Brian May en gaat over een man die vanaf de aarde vertrekt om ergens anders een nieuwe wereld te ontdekken. De man denkt zelf dat hij een jaar weg is, maar als hij terugkomt blijkt dat er op aarde al 100 jaar is verstreken sinds zijn vertrek, en dat zijn familie al dood is. Het gaat over de relativiteitstheorie van Einstein. Op het moment dat May dit nummer schreef, was hij bijna klaar met zijn studie astronomie.
Een van de nummers op dit album is door zijn tekst en hardheid tegenover Norman Sheffield, de oud-manager van Queen, memorabel te noemen. Death on Two Legs (Dedicated to...) werd door Freddie Mercury uit woede geschreven en was een directe aanval op deze manager die door hun toenmalige platenmaatschappij Trident werd aangesteld. De overige leden van de band vonden dit zo hard dat ze aan Freddie vroegen of het inderdaad zo hard moest zijn, maar de schrijver beslist, werd er gezegd.
The Prophet's Song is tot slot ook een memorabel stuk, vooral omdat het enigszins cynisch reageert op de kerk. Dit nummer werd geschreven door May, nadat hij een droom had over de invloed van de Bijbel en het verhaal van Noach. In het begin van het opnemen van dit nummer werd het People of the Earth genoemd, ten tijde van de persconferentie die werd gehouden werd dit nummer ten gehore gebracht alleen was het nog niet af.
Op 21 november 2005 verscheen een nieuwe uitgave van dit album onder de naam 30th Anniversary Edition. Deze bestaat uit een cd en dvd. De cd bevat het geremasterde album. Op de dvd staat ook het hele album, maar dan voorzien van videoclips en geremixt in DTS 5.1. Ook staat er een alternatieve geluidstrack op, commentaar van de leden van de Queen. In 2006 werd een nieuwe dvd over dit album uitgebracht, ditmaal een documentaire The Making of 'A Night at the Opera' uit de documentaire-serie Classic Albums.
In 2011 verscheen wederom een heruitgave als 2011 Digital Remaster, echter zonder de dvd.

## Naam
De naam van het album is afgeleid van de film A Night at the Opera, een klassieke komedie uit 1935 van de Marx Brothers. Toen de band een vrije avond had van het opnemen in de studio zaten ze een (destijds net uitgevonden) video van deze film te kijken, en daar de band bezig was met het opnemen van het operagedeelte in Bohemian Rhapsody, vonden ze de titel erg passend voor het nieuwe album. Later heeft de band het volgende album, A Day at the Races, ook naar de gelijknamige film van de Marx Brothers genoemd.

## Tracks
1. Death on Two Legs (Dedicated to...) – (Mercury) (3:43)*
2. Lazing on a Sunday Afternoon – (Mercury) (1:07)
3. I'm in Love with My Car – (Taylor) (3:05)*
4. You're My Best Friend – (Deacon) (2:52) *
5. '39 – (May) (3:31) *
6. Sweet Lady – (May) (4:03)*
7. Seaside Rendezvous – (Mercury) (2:15)
8. The Prophet's Song – (May) (8:21)
9. Love of My Life – (Mercury) (3:39)*
10. Good Company – (May) (3:23)*
11. Bohemian Rhapsody – (Mercury) (6:00) *
12. God Save the Queen – (Arr. May) (1:18)

(* singles)
Op de heruitvoering van deze elpee in 1991 staan ook twee remixen van I'm in Love with My Car en You're My Best Friend.

## Hitnoteringen

### NederlandseAlbum Top 100
| Hitnotering: (week 1 t/m 24) 20-12-1975 t/m 05-06-1976 Hitnoteringen: (week 25 t/m 30) 04-01-1992 t/m 08-02-1992 | Hitnotering: (week 1 t/m 24) 20-12-1975 t/m 05-06-1976 Hitnoteringen: (week 25 t/m 30) 04-01-1992 t/m 08-02-1992 | Hitnotering: (week 1 t/m 24) 20-12-1975 t/m 05-06-1976 Hitnoteringen: (week 25 t/m 30) 04-01-1992 t/m 08-02-1992 | Hitnotering: (week 1 t/m 24) 20-12-1975 t/m 05-06-1976 Hitnoteringen: (week 25 t/m 30) 04-01-1992 t/m 08-02-1992 | Hitnotering: (week 1 t/m 24) 20-12-1975 t/m 05-06-1976 Hitnoteringen: (week 25 t/m 30) 04-01-1992 t/m 08-02-1992 | Hitnotering: (week 1 t/m 24) 20-12-1975 t/m 05-06-1976 Hitnoteringen: (week 25 t/m 30) 04-01-1992 t/m 08-02-1992 | Hitnotering: (week 1 t/m 24) 20-12-1975 t/m 05-06-1976 Hitnoteringen: (week 25 t/m 30) 04-01-1992 t/m 08-02-1992 | Hitnotering: (week 1 t/m 24) 20-12-1975 t/m 05-06-1976 Hitnoteringen: (week 25 t/m 30) 04-01-1992 t/m 08-02-1992 | Hitnotering: (week 1 t/m 24) 20-12-1975 t/m 05-06-1976 Hitnoteringen: (week 25 t/m 30) 04-01-1992 t/m 08-02-1992 | Hitnotering: (week 1 t/m 24) 20-12-1975 t/m 05-06-1976 Hitnoteringen: (week 25 t/m 30) 04-01-1992 t/m 08-02-1992 | Hitnotering: (week 1 t/m 24) 20-12-1975 t/m 05-06-1976 Hitnoteringen: (week 25 t/m 30) 04-01-1992 t/m 08-02-1992 | Hitnotering: (week 1 t/m 24) 20-12-1975 t/m 05-06-1976 Hitnoteringen: (week 25 t/m 30) 04-01-1992 t/m 08-02-1992 | Hitnotering: (week 1 t/m 24) 20-12-1975 t/m 05-06-1976 Hitnoteringen: (week 25 t/m 30) 04-01-1992 t/m 08-02-1992 | Hitnotering: (week 1 t/m 24) 20-12-1975 t/m 05-06-1976 Hitnoteringen: (week 25 t/m 30) 04-01-1992 t/m 08-02-1992 | Hitnotering: (week 1 t/m 24) 20-12-1975 t/m 05-06-1976 Hitnoteringen: (week 25 t/m 30) 04-01-1992 t/m 08-02-1992 | Hitnotering: (week 1 t/m 24) 20-12-1975 t/m 05-06-1976 Hitnoteringen: (week 25 t/m 30) 04-01-1992 t/m 08-02-1992 | Hitnotering: (week 1 t/m 24) 20-12-1975 t/m 05-06-1976 Hitnoteringen: (week 25 t/m 30) 04-01-1992 t/m 08-02-1992 |
| Week: | 1 | 2 | 3 | 4 | 5 | 6 | 7 | 8 | 9 | 10 | 11 | 12 | 13 | 14 | 15 | 16 |
| --- | --- | --- | --- | --- | --- | --- | --- | --- | --- | --- | --- | --- | --- | --- | --- | --- |
| Positie: | 34 | 8 | 2 | 1 | 1 | 1 | 1 | 1 | 1 | 1 | 1 | 1 | 2 | 2 | 3 | 5 |
| Week: | 17 | 18 | 19 | 20 | 21 | 22 | 23 | 24 | | 25 | 26 | 27 | 28 | 29 | 30 | |
| Positie: | 10 | 14 | 20 | 26 | 38 | 37 | 46 | 50 | uit | 95 | 66 | 60 | 79 | 87 | 91 | uit |

### VlaamseUltratop 100/200 Albums
| Hitnotering: (week 1) 10-09-2011 Hitnotering: (week 2) 05-01-2019 Hitnotering: (week 3) 02-02-2019 Hitnotering: (week 4) 16-02-2019 Hitnotering: (week 5 t/m 9) 09-03-2019 t/m 06-04-2019 Hitnotering: (week 10) 27-04-2019 Hitnotering: (week 11) 11-05-2019 | Hitnotering: (week 1) 10-09-2011 Hitnotering: (week 2) 05-01-2019 Hitnotering: (week 3) 02-02-2019 Hitnotering: (week 4) 16-02-2019 Hitnotering: (week 5 t/m 9) 09-03-2019 t/m 06-04-2019 Hitnotering: (week 10) 27-04-2019 Hitnotering: (week 11) 11-05-2019 | Hitnotering: (week 1) 10-09-2011 Hitnotering: (week 2) 05-01-2019 Hitnotering: (week 3) 02-02-2019 Hitnotering: (week 4) 16-02-2019 Hitnotering: (week 5 t/m 9) 09-03-2019 t/m 06-04-2019 Hitnotering: (week 10) 27-04-2019 Hitnotering: (week 11) 11-05-2019 | Hitnotering: (week 1) 10-09-2011 Hitnotering: (week 2) 05-01-2019 Hitnotering: (week 3) 02-02-2019 Hitnotering: (week 4) 16-02-2019 Hitnotering: (week 5 t/m 9) 09-03-2019 t/m 06-04-2019 Hitnotering: (week 10) 27-04-2019 Hitnotering: (week 11) 11-05-2019 | Hitnotering: (week 1) 10-09-2011 Hitnotering: (week 2) 05-01-2019 Hitnotering: (week 3) 02-02-2019 Hitnotering: (week 4) 16-02-2019 Hitnotering: (week 5 t/m 9) 09-03-2019 t/m 06-04-2019 Hitnotering: (week 10) 27-04-2019 Hitnotering: (week 11) 11-05-2019 | Hitnotering: (week 1) 10-09-2011 Hitnotering: (week 2) 05-01-2019 Hitnotering: (week 3) 02-02-2019 Hitnotering: (week 4) 16-02-2019 Hitnotering: (week 5 t/m 9) 09-03-2019 t/m 06-04-2019 Hitnotering: (week 10) 27-04-2019 Hitnotering: (week 11) 11-05-2019 | Hitnotering: (week 1) 10-09-2011 Hitnotering: (week 2) 05-01-2019 Hitnotering: (week 3) 02-02-2019 Hitnotering: (week 4) 16-02-2019 Hitnotering: (week 5 t/m 9) 09-03-2019 t/m 06-04-2019 Hitnotering: (week 10) 27-04-2019 Hitnotering: (week 11) 11-05-2019 | Hitnotering: (week 1) 10-09-2011 Hitnotering: (week 2) 05-01-2019 Hitnotering: (week 3) 02-02-2019 Hitnotering: (week 4) 16-02-2019 Hitnotering: (week 5 t/m 9) 09-03-2019 t/m 06-04-2019 Hitnotering: (week 10) 27-04-2019 Hitnotering: (week 11) 11-05-2019 | Hitnotering: (week 1) 10-09-2011 Hitnotering: (week 2) 05-01-2019 Hitnotering: (week 3) 02-02-2019 Hitnotering: (week 4) 16-02-2019 Hitnotering: (week 5 t/m 9) 09-03-2019 t/m 06-04-2019 Hitnotering: (week 10) 27-04-2019 Hitnotering: (week 11) 11-05-2019 | Hitnotering: (week 1) 10-09-2011 Hitnotering: (week 2) 05-01-2019 Hitnotering: (week 3) 02-02-2019 Hitnotering: (week 4) 16-02-2019 Hitnotering: (week 5 t/m 9) 09-03-2019 t/m 06-04-2019 Hitnotering: (week 10) 27-04-2019 Hitnotering: (week 11) 11-05-2019 | Hitnotering: (week 1) 10-09-2011 Hitnotering: (week 2) 05-01-2019 Hitnotering: (week 3) 02-02-2019 Hitnotering: (week 4) 16-02-2019 Hitnotering: (week 5 t/m 9) 09-03-2019 t/m 06-04-2019 Hitnotering: (week 10) 27-04-2019 Hitnotering: (week 11) 11-05-2019 | Hitnotering: (week 1) 10-09-2011 Hitnotering: (week 2) 05-01-2019 Hitnotering: (week 3) 02-02-2019 Hitnotering: (week 4) 16-02-2019 Hitnotering: (week 5 t/m 9) 09-03-2019 t/m 06-04-2019 Hitnotering: (week 10) 27-04-2019 Hitnotering: (week 11) 11-05-2019 | Hitnotering: (week 1) 10-09-2011 Hitnotering: (week 2) 05-01-2019 Hitnotering: (week 3) 02-02-2019 Hitnotering: (week 4) 16-02-2019 Hitnotering: (week 5 t/m 9) 09-03-2019 t/m 06-04-2019 Hitnotering: (week 10) 27-04-2019 Hitnotering: (week 11) 11-05-2019 | Hitnotering: (week 1) 10-09-2011 Hitnotering: (week 2) 05-01-2019 Hitnotering: (week 3) 02-02-2019 Hitnotering: (week 4) 16-02-2019 Hitnotering: (week 5 t/m 9) 09-03-2019 t/m 06-04-2019 Hitnotering: (week 10) 27-04-2019 Hitnotering: (week 11) 11-05-2019 | Hitnotering: (week 1) 10-09-2011 Hitnotering: (week 2) 05-01-2019 Hitnotering: (week 3) 02-02-2019 Hitnotering: (week 4) 16-02-2019 Hitnotering: (week 5 t/m 9) 09-03-2019 t/m 06-04-2019 Hitnotering: (week 10) 27-04-2019 Hitnotering: (week 11) 11-05-2019 | Hitnotering: (week 1) 10-09-2011 Hitnotering: (week 2) 05-01-2019 Hitnotering: (week 3) 02-02-2019 Hitnotering: (week 4) 16-02-2019 Hitnotering: (week 5 t/m 9) 09-03-2019 t/m 06-04-2019 Hitnotering: (week 10) 27-04-2019 Hitnotering: (week 11) 11-05-2019 | Hitnotering: (week 1) 10-09-2011 Hitnotering: (week 2) 05-01-2019 Hitnotering: (week 3) 02-02-2019 Hitnotering: (week 4) 16-02-2019 Hitnotering: (week 5 t/m 9) 09-03-2019 t/m 06-04-2019 Hitnotering: (week 10) 27-04-2019 Hitnotering: (week 11) 11-05-2019 | Hitnotering: (week 1) 10-09-2011 Hitnotering: (week 2) 05-01-2019 Hitnotering: (week 3) 02-02-2019 Hitnotering: (week 4) 16-02-2019 Hitnotering: (week 5 t/m 9) 09-03-2019 t/m 06-04-2019 Hitnotering: (week 10) 27-04-2019 Hitnotering: (week 11) 11-05-2019 | Hitnotering: (week 1) 10-09-2011 Hitnotering: (week 2) 05-01-2019 Hitnotering: (week 3) 02-02-2019 Hitnotering: (week 4) 16-02-2019 Hitnotering: (week 5 t/m 9) 09-03-2019 t/m 06-04-2019 Hitnotering: (week 10) 27-04-2019 Hitnotering: (week 11) 11-05-2019 |
| Week: | 1 | | 2 | | 3 | | 4 | | 5 | 6 | 7 | 8 | 9 | | 10 | | 11 | |
| --- | --- | --- | --- | --- | --- | --- | --- | --- | --- | --- | --- | --- | --- | --- | --- | --- | --- | --- |
| Positie: | 96 | uit | 132 | uit | 191 | uit | 160 | uit | 111 | 112 | 153 | 126 | 122 | uit | 186 | uit | 162 | uit |